# Рясня
Рясня — деревня в Старицком районе Тверской области. Находится в 50 км к северо-западу от города Старицы.

## История
Первое упоминание зафиксировано в 1335 году. Рясня упомянута в грамоте литовского  князя  Ольгерда  к  патриарху Филофею 1371 года как пограничная крепость Великого княжества Литовского, захваченная Великим княжеством Московским. Упоминается в Списке русских городов дальних и ближних.
До начала XVII века Рясня была значительным селом и имела три церкви. В писцовых книгах 1624 и 1625 годов левой половины Ржевского у. селение описывается так: «В Рясенской волости вдовы княгини Марьи, Князь Григорьевские жены Елизаветы, пустошь, что был погост Рясна на ручью, а в нем церковь Воскресения Христова древень вверх, да церковь Рождества Христова, да церковь мученицы Христовы Парасковеи, да придел Николая Чудотворца, древяны клетцки, все пусты развалились».
В 1638 г. с. Рясня принадлежало князю Петру Шаховскому. В 1649 г. Рясня была продана в вотчину Ивану Ивановичу Вельяминову и зубчанину Захарью Ивановичу Козлову, «по 11 чети человеку», в 1651-м З.И. Козлов продал вотчину Семену Ивановичу Шаховскому. В 1670 г. князя С.И. Шаховского не стало, и вотчина в 1672 г. «справлена за его сыном князем Петром». По смерти князя П.С. Шаховского в 1682 г. Рясня досталась окольничему князю Перфилью Ивановичу и его сыну князю Ивану Шаховским. В 1684-м село принадлежало Андрею Никитичу Квашнину-Самарину, «доставшееся ему по променной записи от стольника князя И. П. Шаховского».
14 июня 1687 г. Петру Квашнину-Самарину было разрешено построить церковь во имя Воскресения Христова. А 4 сентября 1693 г. деревянная церковь была освящена. В начале 80-х гг. XVIII в. деревянная церковь пришла в ветхость. Новый каменный храм был построен в 1780 г. на средства помещика Николая Даниловича Козлова. Храм имел три престола: главный - во имя обновления храма Воскресения Христова и два теплых: правый - во имя Богоявления Господня и левый - во имя Святителя Николая. Правый придел был устроен на средства помещика Абрама Петровича Корнилова, а левый - на средства Николая Даниловича Козлова.
Село знаменито тем, что рядом находилось родовое имение Корниловых — сельцо Ивановское, в котором в 1806 году родился В. А. Корнилов, выдающийся флотовец, руководитель Севастопольской обороны 1854—1855 гг. В настоящее время это место входит территориально в состав Рясни. Само имение не сохранилось. Рядом с этим местом сегодня расположена школа, названная в честь вице-адмирала В. А. Корнилова. Кроме того, в Рясне открыт музей вице-адмирала В. А. Корнилова и рода Корниловых. Рядом с музеем установлен памятник (бюст) вице-адмиралу В.А. Корнилову.
Села Ивановское, Михайловское и другие, принадлежащие представителями рода Корниловых, располагались вблизи Рясни. Село Ивановское было названо в честь Ивана (меньшого) Андреевича Корнилова (прадеда сенатора А. М. Корнилова), а село Михайловское — в честь Михаила Петровича Корнилова, отца А. М. Корнилова. В этих селах располагались владения представителей дворянского рода Корниловых.
Само село Рясня также принадлежало (полностью или частично в отдельные периоды) представителям рода Корниловых, в том числе отцу В. А. Корнилова сенатору А. М. Корнилову, его брату, племянникам. В Рясне рядом с музеем рода Корниловых находятся захоронения представителей рода Корниловых, в том числе А. М. Корнилова, А. А. Корнилова и жены его С. Д. Толстой, Е. Новосильцевой (супруга В. А. Корнилова) и др.
До 2015 года в деревне действовала Ряснинская основная общеобразовательная школа им. В.А. Корнилова.

## Население
| 1859 | 1886 | 1989 | 2002 | 2010 |
| ---- | ---- | ---- | ---- | ---- |
| 73   | ↗77  | ↗174 | ↗177 | ↗186 |

## Достопримечательности
В деревне имеются музей адмирала В.А. Корнилова, музей сельской жизни, мемориальное воинское захоронение, часовня Воскресения Словущего.